# Felabration
La Felabration est un festival de musique annuel conçu en 1998 par Yeni Anikulapo-Kuti en mémoire et en célébration de son père Fela Kuti, musicien nigérian et militant des droits de l'homme connu pour avoir été le pionnier du genre musical afrobeat. L'événement d'une semaine, qui a lieu chaque année au New Afrika Shrine (en) à Ikeja, attire des visiteurs de différents pays et il est donc considéré comme une destination touristique officielle par le gouvernement de l'État de Lagos (en).
La felabration a lieu la semaine de l'anniversaire de Fela Kuti. L'événement présente des performances musicales des meilleurs groupes musicaux du Nigeria et des apparitions de musiciens et de personnalités de renommée internationale. Il comprend également des défilés de rue, des colloques sur des questions sociales et d'actualité, des débats et des expositions de photos.

## Édition 2015: «Just Like That»
Le festival d'une semaine a lieu du 12 au 18 octobre 2015 au sanctuaire Afrika, Ikeja, dans l'État de Lagos. Cette édition débute par un symposium intitulé « Les droits de l'homme comme ma propriété » et la session est animée par Sasore, ancien procureur général de l'État de Lagos. Il y a aussi les débats annuels Fela pour les écoles secondaires, intitulés « La pauvreté n'est pas un accident ». Le festival compte des performances légendaires de groupes vedettes comme Third World : un groupe international de reggae, 2face, Femi Kuti, Ice Prince (en) et une performance surprise de Majek Fashek,,,.

## Édition 2016: «Everybody Say Yeah Yeah»
Le festival se tient du 10 au 16 octobre 2016 au sanctuaire africain d'Ikeja, dans l'État de Lagos. Le thème est inventé à partir d'une des paroles de Fela qu'il utilise pour divertir ses invités lors de ses représentations. Le festival débute par un symposium intitulé « Mouvement contre le deuxième esclavage » et il est modéré par la professeure Sophie Oluwole. Il y a aussi les débats Fela, des expositions d'art, des carnavals de rue et d'autres activités pour les fans. Les participants ont pu assister à des performances d'artistes comme Jaywon (en), Ajebutter, Orezi (en), Sugarboy et Ojjay Wright,.

## Édition 2017: «La Prophétie»
Le festival se déroule du 9 au 15 octobre 2017 au sanctuaire Afrika, à Ikeja, dans l'État de Lagos. Le thème est inventé à partir de l'une des paroles de Fela qui dit "Je ne chante pas avant, rien de nouveau". Le Festival propose ses débats scolaires habituels intitulés « L'histoire de l'Afrique : une nécessité pédagogique ». Le symposium du festival a pour thème « Où va le rêve panafricain – 20 ans après Fela et 40 ans après le FESTAC 77 ? et il est modéré par le professeur Patrice Lumumba, universitaire kenyan renommé. Parmi les autres intervenants du festival figurent Ben Bruce et Donald Duke. Il y a aussi des performances d'artistes pour faire vibrer les fans, le carnaval de rue habituel et une exposition d'art,,,.

## Édition 2018: «Overtake Don Overtake Overtake»
Le festival a lieu du 15 au 21 octobre 2018 au sanctuaire New Afrika, à Ikeja, dans l'État de Lagos. Le thème de cette édition est inventé à partir du hit de Fela intitulé "Overtake Don Overtake Overtake". La chanson parle de la colère de Fela contre le gouvernement nigérian pour avoir laissé la société se dégrader, augmenter l'injustice et ceux qui sont censés changer les choses laissent le pays se dégrader.
La célébration est également stimulée par la visite du président français Emmanuel Macron au sanctuaire de la Nouvelle Afrique,. Dans le cadre de la célébration, il y a des performances d'artistes nigérians célèbres comme Femi Kuti, Davido, Mayorkun (en) et Peruzzi (en) pour célébrer la vie de Fela et également pour célébrer la musique afrobeat. D'autres activités suivent l'événement, notamment les débats de Fela, des débats pour les écoles secondaires de l'État de Lagos, des expositions de photos, le carnaval de rue de Fela et d'autres activités destinées à célébrer l'afrobeat. L'un des moments forts de l'événement est le léger drame qui a eu lieu entre le vice-président Yemi Osinbajo et Femi Kuti ,.

## Édition 2019: «From Lagos With Love»
Le festival se déroule du 14 au 20 octobre 2019 au sanctuaire New Afrika, dans l'État de Lagos. Le thème est inspiré par la chanson populaire de Felas intitulée "Eko Ile". La chanson fait l'éloge de l'État de Lagos en tant que centre d'amour, de joie et de plaisir et exhorte tout le monde à visiter l'État de Lagos parce que l'État de Lagos est son chez-lui. La célébration réunit la sensation afrobeat et vainqueur du BET 2019 Internation Act , Damini Ebunoluwa Ogulu, connu sous le nom de Burna Boy, qui interprète certains de ses morceaux à succès comme "ye", "On the Low" et "Another Story". Parmi les autres artistes qui honorent la célébration figurent Charly Boy (en), Sauti Sol, Labaja (en), King Sunny Adé, Efe (en) et une foule d'autres musiciens afrobeat.
La célébration propose également un symposium animé par le poète et écrivain noir africain primé Chimamanda Ngozi Adichie, Bobi Wine musicien devenu homme politique ougandais, le professeur Akin Oyebode, le professeur de jurisprudence et de droit international et dramaturge et auteur nigérian Sefi Atta. Comme d'habitude, la célébration comporte un débat dans les écoles secondaires, des débats Fela, des expositions d'art et d'autres activités parallèles pour divertir les fans pendant toute la semaine du festival.

## Édition virtuelle 2020: «Combattez pour finir, combattez pour gagner»
Le festival a lieu du 15 au 17 octobre 2020. En raison de la pandémie de Covid-19 qui secoue le monde au moment du festival et des restrictions sur les rassemblements et les activités, les organisateurs choisissent de tenir le festival virtuellement. C'est la première fois que le festival se tient virtuellement. Le Festival débute avec un symposium Felabration intitulé « Colomentalité (en) » animé par un journaliste et animateur ougandais Vincent Magombe. Parmi les intervenants au symposium figurent Arikana Chihombori-Quao, ancienne représentante permanente auprès de la mission de l'Union africaine à Washington et Kweku Mandela, cinéaste et producteur sud-africain .
D'autres activités du festival comprennent le "Dress Like Fela Challenge" où les fans s'affrontent pour imiter l'habillage de Fela et le gagnant reçoit cinquante mille nairas. Ont lieu aussi des débats dans les écoles secondaires, des festivals d'art et d'autres événements qui précèdent le festival. Il y a aussi des performances musicales de Wizkid, 2baba, Joeboy, Falz (en) et de nombreux autres musiciens afrobeat .

## Édition 2022: «Ne craignez pas l’Homme»
La Felabration 2022 a lieu au nouveau sanctuaire Afrikan, Ikeja, du 10 au 16 octobre 2022. Au total, 300 actes musicaux se produisent sur scène pendant le concert. La Felabration 2022 a pour thème « Ne craignez pas l'homme » et il est animé par Omo Baba.
Lors du spectacle, plusieurs groupes musicaux différents montent sur scène, notamment Femi Kuti, Made Kuti, MI, Vector, Phyno, Omawumi, Sule Alao Malaika, Candy Bleakz, Terry G, Rema.